# Heliga Trefaldighets katolska församling
Heliga Trefaldighets Katolska församling är en romersk-katolsk församling, vars område motsvarar Håbo, Järfälla och Upplands-Bro kommuner. Den tillhör Stockholms katolska stift. 
Församlingen blev en egen församling 14 juni 2003 efter att tidigare utgjort en del av Sankta Eugenia katolska församling. Den har ungefär 2 100 medlemmar.
Elisabetsystrarnas kapell, som blev en samlingspunkt för många katoliker runt Järfälla, invigdes 1954. Kyrkan, Heliga Trefaldighets katolska kyrka i Jakobsberg stod till slut färdig och invigdes av biskop Anders Arborelius den 2 oktober 1999.

## Kyrkoherdar
- p. Klaus Dietz SJ (2003 - 2005)
- p. Simon-Petrus Semaan (2005 - 2007)
- p. Fredrik Emanuelson OMI (2007 - 2010)
- f. Benoy Jose Thottiyil MST (2010 - 2017)
- p. Krystian Zacheja SDB (2017 - nuvarande)